# Heinz Friedrich Kliem
Heinz Friedrich Kliem (* im 20. Jahrhundert) ist ein deutscher Übersetzer.

## Werk
Kliem übersetzte zwischen 1953 und 1977 mehr als 88 Bücher aus dem Englischen ins Deutsche. Viele dieser Bücher waren Kriminalromane oder Science-Fiction von bekannten Autoren, darunter: Willis Todhunter Ballard, Barrington J. Bayley, John Brunner, Everett B. Cole, Michael Coney, Edmund Cooper, Elizabeth Daly, Gordon R. Dickson, Ian Fleming, Gardner Fox, Kenneth W. Hassler, Hartley Howard, Day Keene, John D. MacDonald, Wayne D. Overholser, Ellery Queen, Eric Frank Russell, Rex Stout, Jeff Sutton, Ross Thomas, Jack Vance, Donald E. Westlake, Robert Moore Williams. Viele dieser Übersetzungen wurden in den letzten Jahren neu aufgelegt.

## Übersetzungen (Auswahl)
- Barrington J. Bayley: Der Sternenvirus, Kelter (Gemini Science Fiction #40), 1977
- Donald E. Westlake: Blutiger Mond, Frankfurt, Berlin, Wien: Ullstein 1975, ISBN 3-548-01663-4
- Michael Coney: Planet der Angst, Bastei Lübbe Science Fiction Taschenbuch #21041, 1974, ISBN 3-404-09945-1
- Kenneth W. Hassler: Die Jäger von Narkania, Bastei Lübbe #21054, 1974, ISBN 3-404-04925-X
- Gardner Fox: Welten am Abgrund, Ullstein 2000 #25, 1972, ISBN 3-548-02893-4
- Jeff Sutton: Sprungbrett ins Weltall, Ullstein 2000 #16 (2865), 1972, ISBN 3548028659
- Ross Thomas: Unsere Stadt muss sauber werden, Ullstein, Frankfurt am Main / Berlin 1972, ISBN 3-548-01440-2
- John D. MacDonald: Auslese in: Walter Spiegl (Hrsg.): Science-Fiction-Stories 9, Ullstein Science Fiction & Fantasy #2853, 1971, ISBN 3-548-02853-5
- Eric Frank Russell: Planet der Verbannten, Ullstein 2000 #12 (2849), 1971, ISBN 3-548-02849-7
- Everett B. Cole: Macht in falschen Händen, in Walter Spiegl (Hrsg.): Science-Fiction-Stories 9, Ullstein 2000 #13 (2853), 1971, ISBN 3-548-02853-5
- Willis Todhunter Ballard: Die Nachtreiter, 1968
- Day Keene: Die Frau seines Vaters, Winther-Bücher #4005. Winther-Bücher #4005, 1967
- Jack Vance: Die Weltraumoper, München: Moewig, Terra 441 (1966)
- Edmund Cooper: Als die UFOS kamen und andere Stories, 1965
- John Brunner: Die Sternlauscher in: Die Sternlauscher, Moewig (Terra #428), 1965
- Wayne D. Overholser: Mit eiserner Hand, Heyne, 1965
- Robert Moore Williams: Das Geheimnis der Marsinaner in: Donald A. Wollheim (Hrsg.): Auf fernen Planeten, Moewig (Terra #344), 1964
- Ellery Queen: Der verhängnisvolle Ring, 1963
- Rex Stout: Die Liga der furchtsamen Männer, Signum Verlag, Gütersloh 1963
- Ian Fleming: Liebesgrüße aus Moskau, Humanitas, 1961, ISBN 978-3413044007
- Hartley Howard: Cäcilias Tod, Humanitas-Verlag, Konstanz 1959
- Elizabeth Daly: Das Buch des Toten, München: AWA-Verlag 1957, Fischer, 2009, ISBN 978-3-596-18466-8
- Gordon R. Dickson: Fremde vom Arcturus, Lehning Luna-Utopia-Taschen-Roman, 3. Hannover 1957